# Association du Monument de Notre-Dame de Lorette et de la Garde d'honneur de l'ossuaire

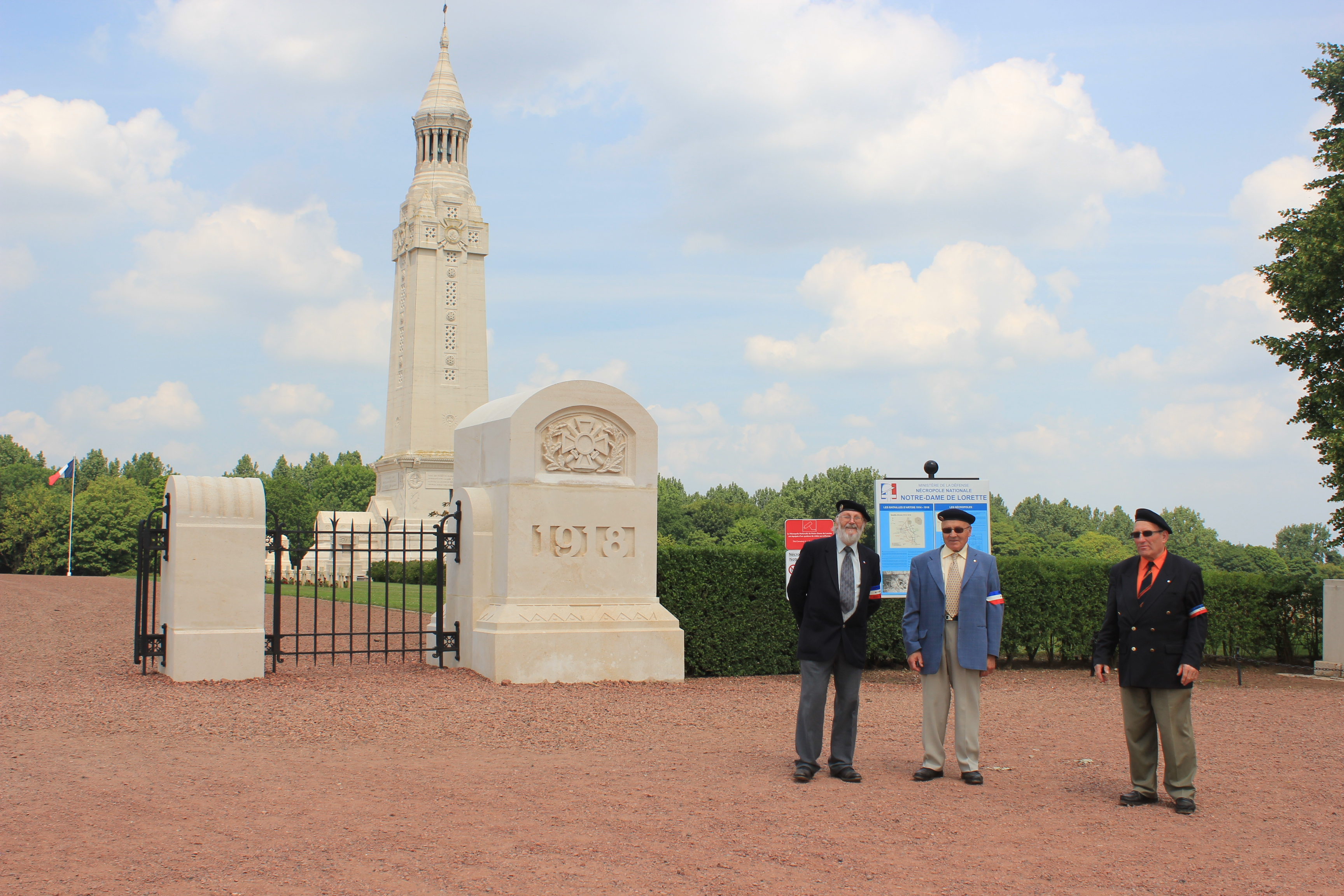
Membres de l'association devant la nécropole nationale de Notre-Dame-de-Lorette.

L'Association du Monument de Notre-Dame de Lorette et de la Garde d'honneur de l'Ossuaire est une association créée en 1920 dont le but est de maintenir le souvenir des « morts pour la France » et principalement de ceux tombés sur la crête de Lorette lors de la Première Guerre mondiale (1914-1918). Elle représente les familles de tous ceux qui reposent dans la plus importante nécropole militaire de France : 20 000 tombes individuelles et 22 970 inconnus dans les différents ossuaires.

## Présentation
L'association est organisée en vingt-deux groupes. Elle est présidée par l'évêque d'Arras, Monseigneur Jaeger et la garde d'honneur est présidée par M. Alain Michel, secrétaire général de l'association. Son siège est situé à Ablain-Saint-Nazaire dans le Pas-de-Calais.

## Membres
L'organisation compte environ 3 890 membres bénévoles, dont 3 503 gardes d'honneur.
Pour devenir garde, il faut être citoyen français ou Européen, âgé d’au moins 18 ans et être présenté par deux parrains.
À la suite de la candidature de Mme Carine Kumps, M. Michel Haute, ancien secrétaire général de l'association, a déclaré au sujet de l'évolution des statuts « On en reparlera au conseil d’administration (...), mais j’ai déjà mis le sujet au vote à deux reprises lors des assemblées générales : cela a toujours été refusé. » et « C’est une affaire d’hommes ! Personnellement, je ne suis pas pour, mais si l’arrivée des femmes est votée par l’assemblée générale, je l’appliquerai... »..

## Action
La garde d'honneur veut maintenir le souvenir des « morts pour la France ». Elle représente les familles des victimes. Elle délègue chaque jour, du 1er mars au 30 novembre, plusieurs de ses membres afin de monter une garde permanente à l'ossuaire et de renseigner les visiteurs. Chaque dimanche de cette période, près de la tour-lanterne (lanterne des morts), la flamme du souvenir est ranimée à 11 h 45 par le chef de groupe des gardes dont c'est le jour de présence. La participation à cette cérémonie d'anciens combattants ou d'associations patriotiques est fréquente.

## Histoire
La Bataille de Lorette dure 12 mois, d'octobre 1914 à octobre 1915 et fait de très nombreuses victimes : 100 000 tués et autant de blessés, et cela des deux côtés.
Un cimetière national est élevé sur 13 ha comprenant 20 000 tombes individuelles. Les tombes se présentent suivant l'ordre des réinhumations, sans distinction de grade, ni de formation militaire: le général Barbot repose à son rang aussi modestement que le simple soldat inhumé à sa droite.
Il existe six tombes où sont inhumés un père mort pour la France au cours de la première guerre mondiale et son fils mort pour la France au cours de la deuxième guerre mondiale.
Dans huit ossuaires, le principal au pied de la tour lanterne, sont rassemblés 22 970 inconnus. Une partie du cimetière a été réservée aux soldats musulmans et israélites.
Au centre du cimetière, le monument comprend deux parties :
- La Tour lanterne ( 52 mètres de haut, 200 marches) dont la première pierre fut posée par le maréchal Pétain le 19 juin 1921 est en fait une lanterne des morts. L'inauguration eut lieu le 2 août 1925. Sa lampe de 3 000 bougies veille chaque nuit à raison de cinq tours par minute. À l'intérieur, une chapelle ardente renferme 32 cercueils dont un contenant le corps d'un soldat inconnu de 1939-1945, un second le corps d'un soldat inconnu d'Afrique-du-Nord, un troisième celui d'un soldat inconnu d'Indochine. Un reliquaire contient terre et cendres des camps de concentration. Sous la dalle centrale reposent 6 000 corps.
- La Basilique: d'allure romano-byzantine, elle fut bénie par Monseigneur Julien le 26 mai 1927. Sa statue est à gauche de l'hôtel central. La statue de Notre-Dame de Lorette est à droite de l'autel central. Des vitraux ont été offerts par les Britanniques.